# Білий Луг (Лодзинське воєводство)
Білий Луг (пол. Biały Ług) — село в Польщі, у гміні Здунська Воля Здунськовольського повіту Лодзинського воєводства.
Населення — 287 осіб (2011).
У 1975-1998 роках село належало до Серадзького воєводства.

## Демографія
Демографічна структура станом на 31 березня 2011 року:
|          | Загалом | Допрацездатний вік | Працездатний вік | Постпрацездатний вік |
| -------- | ------- | ------------------ | ---------------- | -------------------- |
| Чоловіки | 150     | 44                 | 92               | 14                   |
| Жінки    | 137     | 29                 | 75               | 33                   |
| Разом    | 287     | 73                 | 167              | 47                   |